# Chris Burdon
Chris Burdon é um engenheiro de som americano. Como reconhecimento, foi nomeado ao Oscar 2014 na categoria de Melhor Mixagem de Som por Lone Survivor.